# Allineamento diretto inverso
La definizione di lingua diretta-inversa è una questione in fase di ricerca, ma si è ampiamente compreso che comporti una grammatica diversa per le costruzioni transitive a seconda delle posizioni relative del loro "soggetto" e del loro "oggetto" su una gerarchia di persone, che, a sua volta, è una combinazione di salienza e animazione specifica di una determinata lingua. La costruzione diretta è quella non marcata, utilizzata quando il soggetto della proposizione transitiva supera l'oggetto nella gerarchia delle persone, mentre quella inversa viene utilizzata quando l'oggetto supera il soggetto.
L'esistenza della morfosintassi diretta-inversa è solitamente accompagnata da una morfosintassi prossimale-ovviativa. La dimensione diretta-inversa infatti sussume la dimensione prossimale-ovviativa. Nelle lingue che la possiedono, l'ovviazione coinvolge quasi sempre la terza persona (sebbene l'ovviazione della seconda persona sia riportata per alcune lingue nilo-sahariane), e l'alternanza diretto-inverso è solitamente un modo per marcare la distinzione prossimale-ovviativo tra due (o più) argomenti in terza persona di una frase. Tuttavia, ci sono almeno due lingue con sistemi inversi, le lingue mesoamericane Zoque e Huastec, in cui la morfosintassi inversa non viene mai utilizzata quando sia soggetto che oggetto sono in terza persona ma solo quando uno degli argomenti è in terza persona, mentre l'altro è un partecipante all'atto linguistico (prima o seconda persona).

## Variazione morfosintattica nelle lingue diretto-inverse
Né una caratteristica morfologica né una caratteristica sintattica sono comuni a tutti i sistemi inversi.
I sistemi diretto-inverso sui verbi coesistono con i vari allineamenti morfosintattici dei sostantivi. In alcune lingue inverse, comprese tutte le lingue inverse mesoamericane, l'alternanza diretto-inverso cambia l'allineamento morfosintattico, e in questo caso si dice che la lingua ha un allineamento gerarchico.
Klaiman ha suggerito quattro proprietà comuni delle lingue inverse:
1. I partecipanti principali dei predicati transitivi sono classificati in base a una gerarchia di salienza, tematizzazione o animazione.
2. Solo i predicati transitivi possono partecipare all’alternanza diretta-inversa.
3. Un espediente morfosintattico dovrebbe essere utilizzato per segnalare se il partecipante più saliente è soggetto o oggetto nozionale.
4. L'alternanza diretta-inversa non comporta la detransitivizzazione.

Alcune lingue che soddisfano la definizione di Klaiman di lingua inversa sono Maasai, Carib, Wastek, Chukchi, le lingue algonchine e alcune lingue athapaskan come Koyukon e Navajo, Mapudungun e Movima (lingue isolate), rGyalrong (sino-tibetano) e alcuni Mixe- Lingue zoqueane . D'altra parte, è stato segnalato che la lingua mixiana Oluteco ha un sistema inverso che non è conforme alla seconda regola, poiché anche alcuni verbi intransitivi e forme passive di verbi ditransitivi possono assumere una morfologia inversa.

### Morfologia inversa in Ojibwe
In Ojibwe, una lingua algonchina del Nord America, la gerarchia delle persone è seconda persona > prima persona > terza persona prossimale > terza persona ovviativa. Poiché la morfologia dell'Ojibwe non ha distinzioni di caso (un sintagma nominale di Ojibwe non cambia quando cambiano le sue relazioni con gli altri costituenti della frase), l'unico modo per distinguere il soggetto dall'oggetto in un verbo transitivo con due partecipanti è l'uso di suffissi diretti-inversi. Un suffisso diretto indica che l'azione viene eseguita da qualcuno più in alto nella gerarchia delle persone su qualcuno più in basso:
obizindawaan
o-   bizindaw    -aa            -n
3-    ascoltare   -diretto   -3ovviativo
"lui ascolta l'altro"
Un suffisso inverso indica che l'azione è eseguita da qualcuno più in basso nella gerarchia delle persone su qualcuno più in alto (come chi parla al destinatario o da una terza persona ovviativa su una prossimale):
obizindagoon
o-   bizindaw    -igoo          -n
3-   ascoltare   -inverso   -3ovviativo
"l'altro ascolta lui"
Come si può vedere, l'unica differenza tra questi due verbi è l'opposizione diretta-inversa, piuttosto che i marcatori di caso (o l'ordine delle parole, quando vengono usati nominali distinti). Un verbo inverso non equivale a un verbo passivo. Esiste un indicatore di passività separato, indicato in letteratura come "persona indefinita (X)", classificato nella gerarchia di tematicità al di sotto della prima e della seconda persona, ma superiore alle terze persone animate e inanimate:
bizindawaa
∅-   bizindaw   -aa
X-   ascoltare  -diretto
"lui è ascoltato"

### Inverso semantico e pragmatico in Sahaptin
Sahaptin, una lingua amerinda degli Stati Uniti nordoccidentali, ha un inverso marcato dal prefisso verbale pá-. Esso indica un'azione transitiva dalla seconda alla prima persona quando entrambi gli argomenti sono in prima o in seconda persona. Questo può essere chiamato inverso semantico.
q̓ínušamaš
q̓ínu       -ša             =maš
vedere   -aspetto   =1sg/2sg
"ti vedo"
páq̓ínušanam
pá-             q̓ínu       -ša             =nam
inverso-   vedere   -aspetto   =2sg
"tu vedi me"
Il suffisso pá- non viene usato con un'azione transitiva tra la prima o seconda persona e la terza persona, ma viene usato tra partecipanti in terza persona. Il contrasto può essere evidenziato con più esempi di proposizioni come quelle indicate di seguito. Nell'inverso il paziente semantico è co-referenziale con il soggetto della frase precedente. Questo può essere definito un inverso pragmatico.
wínš iq̓ínušana wapaanłáan ku iʔíƛ̓iyawiya paanáy
wínš i-           q̓ínu       -šana wapaanłá   -an ku i-           iʔíƛ̓iyawi
uomo 3nom-   vedere   -aspetto      grizzly        -acc   e 3nom-   uccidere
-ya paanáy
-passato   3acc.sg
"l'uomo vide il grizzly e lo uccise"
wínš iq̓ínušana wapaanłáan ku páʔiƛ̓iyawiya
wínš i-           q̓ínu       -šana wapaanłá   -an ku pá-
uomo 3nom-   vedere   -aspetto      grizzly        -acc   e    inverso
iʔíƛ̓iyawi   -ya
uccidere   -passato
"l'uomo vide il grizzly ed esso uccise lui"
L'inverso pragmatico tematizza il paziente, ma il suo nominale, se presente, conserva il suo marcatore di caso accusativo:
ku páʔiƛ̓iyawiya paanáy
ku pá-            ʔiƛ̓iyawi     -ya paanáy
e     inverso-   uccidere   -passato   3acc.sg
"ed esso uccise lui"

## Giapponese
I diversi verbi giapponesi per "dare", usati sia per i favori che per gli oggetti fisici, possono essere considerati un esempio di allineamento diretto-inverso. Ageru (上げる) viene utilizzato quando il soggetto, il donatore, è più in basso nella gerarchia rispetto al beneficiario, l'oggetto indiretto. Invece, kureru (くれる) o kudasaru (下さる) devono essere usati se il soggetto è più in alto. Ad esempio, la prima persona in giapponese è inferiore alla seconda nella gerarchia delle persone, quindi diresti:
私は あなたに プレゼントを 上げた。
Watashi-wa anata-ni puruzento-o age-ta
```
1
sg-tema
     2
sg-oggetto.indiretto
   regalo-
oggetto
   dare[
diretto
]-
passato
```

"ti ho dato il regalo."
あなたは 私に プレゼントを くれた。
Anata-wa watashi-ni puruzento-o kure-ta
2sg.tema   1sg-oggetto.indiretto   regalo-oggetto   dare[inverso]-passato
"tu mi hai dato il regalo."
Scambiare il soggetto e l'oggetto in entrambi gli esempi, o i due verbi nelle due frasi sarebbe inaccettabile.